# ناحیه روس، شهرستان ادگار، ایلینوی
ناحیه روس (به انگلیسی: Ross Township) یک منطقهٔ مسکونی در ایالات متحده آمریکا است که در شهرستان ادگار، ایلینوی واقع شده‌است. ناحیه روس ۲۰۳ متر بالاتر از سطح دریا واقع شده‌است.